# Stadio Renato Curi
Lo stadio Renato Curi, originariamente stadio Comunale di Pian di Massiano, è un impianto sportivo di Perugia.
Inaugurato nel 1975, deve il suo nome originario alla zona di Pian di Massiano, nel quartiere di Ferro di Cavallo, dove sorge. L'intitolazione in essere dal 1977 onora la memoria di Renato Curi, calciatore del Perugia – la squadra che in tale stadio disputa i propri incontri interni –, morto proprio durante una partita giocata su questo campo.

## Storia

### Antefatti

Lo stadio in costruzione nel corso dell'estate 1975

La genesi dello stadio procedette di pari passo con le vicende della principale squadra di calcio cittadina, il Perugia, a cavallo degli anni Sessanta e Settanta del XX secolo. In questa fase storica la società biancorossa si era stabilizzata in Serie B e giocava le sue gare interne nel vecchio Santa Giuliana, un impianto ritenuto già all'epoca obsoleto poiché risalente all'anteguerra e per giunta situato nel centro storico perugino, con conseguenti e sempre più impellenti problematiche logistiche.
Proprio in tal senso, fin dal 1967 l'amministrazione comunale, nell'ambito della programmazione del futuro sviluppo urbanistico della città, aveva redatto un masterplan atto a prefigurare il nuovo polo sportivo perugino, per il quale era stata individuata l'allora zona periferica di Pian di Massiano, ai piedi del quartiere Ferro di Cavallo. Il documento, redatto da un'équipe tecnica formata da Nazareno Gambaracci, Carlo Montelatici, Carlo Mosconi e Giovanni Orsoni, e disegnato da Vincenzo Becchetti, per quanto concerneva l'attività calcistica prevedeva inizialmente la realizzazione di due diversi stadi: un impianto sportivo polivalente, considerato quello di riferimento e «concepito come opera di land art», e un campo secondario, deputato agli allenamenti della squadra di calcio e servito da una semplice tribuna prefabbricata.
Quest'ultimo impianto era in fase di ultimazione nel marzo 1975, quando irruppe nella vicenda il contemporaneo cammino sportivo del Perugia che, sovvertendo i pronostici della vigilia, si trovava ormai a un passo dalla promozione in Serie A, categoria mai calcata prima dal sodalizio biancorosso. Preso atto sia del felice momento della squadra, sia dell'inadeguatezza del Santa Giuliana agli standard richiesti dalla Federazione Italiana Giuoco Calcio per la massima serie, l'allora giunta comunale, guidata da Mario Caraffini, «con un'intuizione a dir poco geniale dal punto di vista politico» decise per un repentino cambio di progetto: il campo secondario, già pronto per quanto riguardava il fondo e il manto erboso, venne riconvertito a stadio principale, ora non più polivalente ma riservato esclusivamente all'attività calcistica.

### Realizzazione
Il nuovo progetto di massima, redatto a tempo di record dall'ufficio tecnico del Comune, venne affidato all'ingegnere Luigi Corradi – uno specialista della carpenteria metallica, il cui studio negli anni seguenti avrebbe lavorato anche agli impianti di Rieti e Viterbo oltreché alle coperture di quelli di Ascoli Piceno, Napoli e Torino – il quale lo sviluppò nella sua versione definitiva.
Visti i tempi ristretti prima dell'inizio del successivo campionato di Serie A, Corradi disegnò quello che verrà considerato «un piccolo capolavoro di prefabbricazione edilizia»: uno stadio a conti fatti provvisorio, liberamente smontabile e riassemblabile, il tutto ricorrendo al supporto di due tra i principali imprenditori perugini del tempo nonché nei quadri della squadra di calcio, l'amministratore delegato Spartaco Ghini che con la sua SICEL fornì tutti gli elementi in acciaio, e il consigliere Elvio Temperini che con la sua Vibrocemento si occupò delle strutture in calcestruzzo armato. I lavori di costruzione, diretti da Corradi insieme al dirigente comunale Giovanni Castellani, partirono il 15 maggio 1975 per concludersi poco più di quattro mesi dopo, il 5 ottobre, in tempo per il debutto del Perugia in Serie A, quello stesso giorno, in uno 0-0 contro il Milan.
La forma architettonica che ne venne fuori era contraddistinta da strutture portanti fatte di reticoli tridimensionali, mentre l'elemento più riconoscibile risiedeva nella copertura tirantata della tribuna principale; a livello estetico, venne pianificato un accostamento cromatico fra il colore grigio-bianco del calcestruzzo e il rosso con cui venne dipinta la gran parte delle strutture in acciaio, in modo da richiamare le tinte sociali biancorosse della squadra. Considerata «un'opera pubblica esemplare» per la sinergia fra Comune e privati, ottenne riconoscimento internazionale con la copertina della rivista settoriale Acciaio = Acier = Stahl = Steel.

Veduta del campo da gioco nel 1977, prima della costruzione della curva Sud; sullo sfondo, il piccolo parterre provvisorio destinato all'epoca a contenere le tifoserie ospiti.

Alla sua inaugurazione lo stadio, che in questa prima fase veniva identificato dalla stampa, fin troppo pomposamente, come «dei Cinquantamila» – seppure non raggiungerà mai una simile capienza – per divenire presto noto, colloquialmente, come il Comunale di Pian di Massiano dal nome della zona in cui era sorto, godeva di una caratteristica conformazione architettonica a "U" a causa dell'assenza della curva Sud, affacciandosi direttamente sulla contigua strada Trasimeno Ovest: in questa zona, infatti, era presente solo un piccolo parterre di otto gradoni onde ospitare i tifosi in trasferta delle squadre avversarie. Il completamento del catino, con la costruzione di tale settore – di uguale capienza della curva Nord –, avverrà solamente il 7 novembre 1979, quando verrà inaugurata la nuova curva in occasione della sfida di Coppa UEFA tra Perugia e Arīs Salonicco.
Frattanto il 26 novembre 1977 l'impianto era stato intitolato alla memoria di Renato Curi, calciatore del Perugia, morto su questo campo il 30 ottobre precedente per un arresto cardiaco, nel corso della partita di campionato fra i biancorossi e la Juventus.

### Interventi successivi

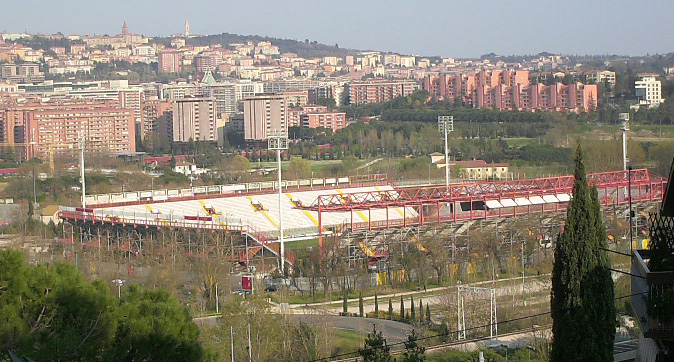
Panoramica esterna dello stadio e del contesto urbano circostante (2007)

Tra il 1998 e il 2006 sono stati effettuati diversi lavori di risistemazione; in questo frangente era stato inoltre presentato un progetto per una completa ristrutturazione dell'impianto, cui però non si è dato seguito. Gli interventi di modifica realizzati hanno riguardano principalmente l'edificazione di nuovi locali sottostanti alla tribuna Ovest, l'installazione di telecamere di videosorveglianza, l'inserimento di tornelli d'ingresso (successivamente adattati per la registrazione elettronica degli ingressi) e l'installazione di nuovi seggiolini. Nel 2003 era stata firmata una convenzione fra il Comune e il club, che prevedeva la proprietà da parte di quest'ultimo dello stadio per ottant'anni, e che doveva inoltre portare ad un ampliamento ed ammodernamento; a seguito del fallimento della società nel 2005, il Comune è ritornato ad esserne l'unico proprietario.
All'inizio del 2013 il Curi è diventato un impianto senza barriere tra gli spalti e il campo da gioco, nel rispetto delle normative dell'UEFA. Il 29 agosto 2014, in occasione di Perugia-Bologna valevole come anticipo per la prima giornata del torneo di Serie B, il manto del Curi ha visto l'esordio assoluto nei campionati professionistici italiani dello spray evanescente, la speciale bomboletta di schiuma delebile atta a segnalare, in caso di calci piazzati, la distanza delle barriere e la posizione della palla sul terreno di gioco.

## Le partite

Il milanista George Weah festeggia la vittoria dello scudetto sul prato del Curi (1999)

Dagli anni Ottanta, lo stadio ha ospitato per sei volte la nazionale calcistica italiana. Il debutto avvenne nel 1983, con la vittoria degli azzurri su Cipro (3-1) in una sfida valevole per le qualificazioni al campionato d'Europa 1984; l'ultima presenza azzurra al Curi è invece del 2014, un test amichevole col Lussemburgo (1-1) in vista del campionato del mondo 2014. In mezzo, ci furono altri quattro incontri: le amichevoli del 1988 contro la Scozia (2-0) e del 2001 contro il Sudafrica (1-0), la gara del 1996 con la Georgia (1-0) valevole per le qualificazioni al campionato del mondo 1998, nonché l'incontro non ufficiale con la Grecia giocato dagli azzurri in preparazione del campionato del mondo 1990.
In occasione dei lavori di ristrutturazione dello stadio Comunale di Firenze in vista del mondiale 1990, la Fiorentina utilizzò il Curi come suo campo casalingo per diverse gare dell'annata sportiva 1989-1990, tra cui la semifinale di Coppa UEFA contro i tedeschi del Werder Brema.
Al termine del campionato di Serie A 1988-1989, lo stadio perugino venne designato come campo neutro per lo spareggio tra Fiorentina e Roma (1-0), atto ad assegnare l'ultimo posto utile alla zona UEFA. Nella stagione 1994-1995 l'impianto era poi stato inizialmente scelto come sede del derby della Lanterna in programma il 30 aprile 1995, vista la squalifica del campo del Genoa padrone di casa; tuttavia la CAF annullò la squalifica a seguito del ricorso dei rossoblù, e la sfida fu regolarmente disputata allo stadio Luigi Ferraris di Genova. Il 4 giugno 2006, a causa della squalifica dello stadio Partenio di Avellino, al Curi si affrontarono Avellino e AlbinoLeffe (0-2) nella sfida di andata dei play-out di Serie B.
Nella sua storia, il Curi è stato in tre occasioni crocevia dello scudetto, sempre nell'ultima giornata di campionato: nelle annate 1975-1976 e 1999-2000 la Juventus vide sfumare il tricolore – in favore, rispettivamente, di Torino e Lazio – a seguito di due sconfitte (entrambe per 1-0); nella stagione 1998-1999, invece, l'impianto fu teatro della festa del Milan, vincitore della partita (2-1) e del titolo nazionale. Infine, per quanto concerne le finali, nel 2013 l'impianto umbro ha visto l'ultimo atto della Coppa Italia di Serie D tra Delta Porto Tolle e Torre Neapolis, mentre il 2 giugno 2019 è stato teatro della finale della poule per lo Scudetto Serie D tra Lecco e Avellino.

## Attività extracalcistiche

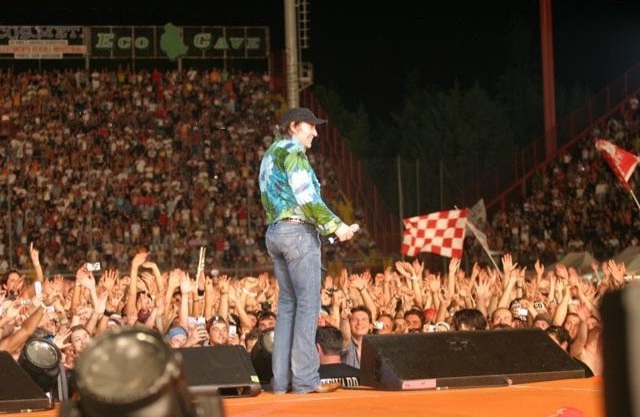
Vasco Rossi durante un concerto all'interno dello stadio (2004)

L'impianto perugino, oltre alle partite di calcio, ha ospitato diversi concerti da parte di Umbria Jazz e di artisti.
Concerti
- 1981 - Pino Daniele (Vai mo' tour)
- 1985 - Miles Davis (Umbria Jazz)
- 1986 - Claudio Baglioni (Assolo)
- 1987 - Sting (Umbria Jazz)
- 1988 - Carlos Santana (Umbria Jazz)
- 1989 - Zucchero Fornaciari (Oro, Incenso e Birra Tour)
- 1993 - Vasco Rossi (Gli spari sopra tour)
- 1999 - Vasco Rossi (Rewind tour)
- 2004 - Vasco Rossi (Buoni o cattivi tour)

Altre manifestazioni
- 1986 - Messa di papa Giovanni Paolo II[23]